# Necolio indicus
Necolio indicus là một loài tò vò trong họ Ichneumonidae.